# 農業は台湾、工業は日本
農業は台湾、工業は日本（のうぎょうはたいわん、こうぎょうはにほん）とは、日本統治下の台湾において台湾と日本の経済の分業形態をあらわした言葉である。

## 日本の台湾統治と台湾農業の発展
日本統治下の台湾における日本政府および台湾総督府の基本政策は、台湾の農業の発展に尽力し、日本本土の食糧需要を満たす一方で、日本本土の工業製品を台湾に供給しようとするものであった。この基本政策により台湾は日本の産業の原料供給地であるとともに、海外市場となったのである。台湾の主要な農作物であった米、砂糖の生産をはじめ、農作を積極的に奨励するという政策が台湾統治の初期より台湾総督府によりとられた。まず、砂糖にあって、1896年（明治29年）総督府は、早くも甘蔗品種の改良に着手した。1898年（明治31年）児玉源太郎が台湾総督に、後藤新平が民政長官に就任すると、台湾植民政策の中心を産業振興に置き、そのまた中心に糖業奨励に置いた。その結果、1900年（明治33年）12月10日、台湾最初の新式製糖工場をもつ「台湾製糖株式会社」が設立された。翌1901年（明治34年）9月には後藤の招聘により総督府糖業局長にあった新渡戸稲造により「糖業改良意見書」が提出され、その建議の大部分が実現された。米にあっては、1927年（昭和2年）の蓬萊米の誕生以降日本内地に移出されるものが急増した。同時に農業教育、農業人材の育成を図った。1919年（大正8年）には、台湾人子弟を対象とした台湾総督府農林専門学校を創立した。その後も田畑の水利事業を進め、台湾をアジアの田畑で水利の最も発達した地区にした。日本統治直後の台湾の水田面積は20.1万ヘクタールであったのが、1938年（昭和13年）には54.3万ヘクタールと実に2.7倍になっている。水利事業の代表例が1930年（昭和5年）4月10日竣工した「嘉南大圳」である。嘉南大圳は、1920年（大正9年）着工、10年間かけて完成した。当時の総工費8000万円は、現在の1000億円以上に相当する。中核をなす烏山頭ダムは有効貯水量1億5000万立方メートル、ここから1万6000キロメートルの用水路を巡らし、それまで天水田しかなかった嘉南平野の原野15万ヘクタールが豊かな美田に変わったのである。

## 台湾経済の分業形態の大転換
1936年（昭和11年）9月2日、台湾総督に小林躋造が就任した。その1年後日中戦争が勃発したので、小林は情勢の変化に対応するため、1939年（昭和14年）5月19日、台湾の「皇民化、工業化、南進基地化」という3項目の政策を打ち出した。既に1934年（昭和9年）には日月潭水力発電所が完成しており大量かつ廉価な電気の供給が可能となっていた。そのため金属工業、化学工業、機械器具工業、窯業などの新興工業が発展した。元々盛んだった糖業が中心だった農産加工業にも、アルコールや製麻業が加わった。1941年（昭和16年）総督府が「臨時経済審議会」を召集し、「農業は南洋、工業は台湾」との方針を決定し、これまでの「農業は台湾、工業は日本」の方針は大転換されるにいたった。この「工業化」の実態は戦争目的のために推進されたもので、軍需産業に大きく偏重していた。統計数字を見ると、伝統的農産加工業（糖業、パイナップル缶詰製造業）の全工業生産に占める割合は1930年代後半から明らかに下降し、1940年（昭和15年）には61パーセントに落ちた。逆に化学工業と金属工業の割合は大幅に増え、同年には両者の合計は約20パーセントを占めるようになった。